# Greg Finley
Gregory Finley (Portland, Maine, 22 de diciembre de 1984) es un actor estadounidense, más conocido por su pel como Jack Pappas en la serie de drama adolescente The Secret Life of the American Teenager, así como el de Drake en las serie Star Crossed, iZombie y Girder en The Flash.

## Carrera
Finley es más conocido por su papel como Jack Pappas, en The Secret Life Of The American Teenager. En febrero de 2010, Finley apareció en la película de susupense Hypothermia, dirigida por James Felix McKenney.

## Filmografía

### Películas
| Título      | Año  | Papel            | Notas                   | Notas |           |              |
| ----------- | ---- | ---------------- | ----------------------- | ----- | --------- | ------------ |
| Título      | Año  | Papel            | El Día De La Graduación | 2007  | Ben Chase | Cortometraje |
| Hyphotermia | 2012 | Stevie Cote, Jr. |                         |       |           |              |

### Televisión
| Título                                     | Año        | Papel                             | Notas                                        | Notas |                     |                          |
| ------------------------------------------ | ---------- | --------------------------------- | -------------------------------------------- | ----- | ------------------- | ------------------------ |
| Título                                     | Año        | Papel                             | CSI: Crime Scene Investigation               | 2007  | Ayudante de Oficial | 1 episodio: "Serpientes" |
| Cold Case                                  | Grant Hall | 1 episodio                        |                                              | 2007  |                     |                          |
| The Secret Life of the American Teenager   | 2008-13    | Jack Pappas                       | Regular                                      |       |                     |                          |
| House                                      | 2012       | Bobby Hatcher                     | 1 episodio: "Gut Check"                      |       |                     |                          |
| Emily Owens, M. D.                         | 2013       | Dan                               | 1 episodio: "Emily and... the Perfect Storm" |       |                     |                          |
| Necessary Roughness                        | 2013       | Joe Crabchek                      | 1 episodio: "The Game's Afoot"               |       |                     |                          |
| Star-Crossed                               | 2014       | Drake                             | Regular                                      |       |                     |                          |
| Ley Y Orden: Unidad De Víctimas Especiales | 2014       | Eddie Thorpe                      | 1 episodio: "Gridiron Soldier"               |       |                     |                          |
| The Flash                                  | 2014       | Tony Woodward / Girder            | 2 episodios                                  |       |                     |                          |
| CSI: Crime Scene Investigation             | 2015       | Scott Hunt / Superhéroe masculino | 1 episodio: "Hero to Zero"                   |       |                     |                          |
| iZombie                                    | 2015       | Drake Holloway                    | 6 Episodios                                  |       |                     |                          |
| The Flash                                  | 2016       | Tony Woodward / Girder            | 1 episodio: "The Runaway Dinosaur"           |       |                     |                          |